# Donald-Nunatak
Der Donald-Nunatak ist ein inselartiger und rund 100 m hoher Nunatak vor der Nordenskjöld-Küste des Grahamlands auf der Antarktischen Halbinsel. Er liegt 2,5 km nördlich des Gray-Nunatak in der Gruppe der Robbeninseln.
Kartiert wurde er 1902 von Teilnehmern der Schwedischen Antarktisexpedition (1901–1903). Otto Nordenskjöld, Leiter der Expedition, benannte ihn nach Charles William Donald (1870–1932), Schiffsarzt und Naturforscher auf dem Walfänger Active bei der Dundee Whaling Expedition (1892–1893).